# Großenseebach
Großenseebach ist eine Gemeinde im mittelfränkischen Landkreis Erlangen-Höchstadt in Bayern.

## Geografie

### Topographie
Die Gemeinde liegt zentral im Städtedreieck Erlangen, Herzogenaurach und Höchstadt. Durch das gleichnamige Kirchdorf fließt der Seebach, der etwa 7 km weiter östlich bei Kleinseebach in den Main-Donau-Kanal (vor dessen Fertigstellung in die Regnitz) mündet. Südöstlich des Ortes grenzt das Waldgebiet Große Au an. Ansonsten ist der Ort unmittelbar von Acker- und Grünland umgeben. Im Westen wird die Flur Vogelherd genannt, im Nordosten Espach. 0,75 km südwestlich gibt es eine Weiherplatte (Kling-, Wölfleins- und Reuthweiher). Dort befindet sich die Hubertuskapelle. Südlich an den Weihern schließt der Reuther Wald an.

### Gemeindegliederung
Die Gemeinde besteht nur aus dem Gemeindeteil Großenseebach.
Die Gemarkung Großenseebach liegt teils auf dem Gemeindegebiet von Großenseebach, teils auf dem Gemeindegebiet Weisendorf. Sie hat eine Fläche von 8,441 km² und ist in 1951 Flurstücke aufgeteilt, die eine durchschnittliche Fläche von 4326,49 m² haben. In ihr liegt neben dem namensgebenden Ort der Weisendorfer Gemeindeteil Neuenbürg.
Das Gemeindegebiet entspricht dem Gemarkungsteil 0 der Gemarkung Großenseebach. Der Gemarkungsteil 1 liegt in der Gemeinde Weisendorf.

### Nachbargemeinden
Nachbargemeinden sind:
|            |                                             |         |
| Weisendorf | Kompassrose, die auf Nachbargemeinden zeigt | Heßdorf |
|            | Herzogenaurach                              |         |

## Geschichte
Im Codex Eberhardi, das im 12. Jahrhundert entstanden ist, gibt es ein Regest einer Urkunde des 9. Jahrhunderts, in der der Ort als „Sebach“ erwähnt wurde. Das zehn Kilometer weiter nördlich gelegene Kleinseebach wurde 1007 als „Seuuaha“ erstmals urkundlich erwähnt. Beide Ortsnamen leiten sich vom gleichlautenden Gewässernamen ab. Die Entstehung der Siedlung scheint vom Königshof Büchenbach erfolgt zu sein. Dafür spricht auch, dass der Gemeinde drei Schöffensitze des Ehgerichts Büchenbach zustanden. Lehnsherr war das Hochstift Bamberg. Lehensträger war die bambergische Dompropstei. 1441 wurden in der „Nürnberger Ordnung auf dem Lande“ der Reichsstadt Nürnberg zehn Nürnberger Hintersassen in Großenseebach als Lehensträger aufgeführt. Laut dem Urbar des Bamberg Domkapitels von 1468 bestand die Gemarkung Großenseebach aus 15 Huf, die auf 22 meist nürnbergische Besitzer verteilt waren. Im 16. Jahrhundert gehörten die Güter dann wieder überwiegend der Dompropstei und deren Propsteiamt Büchenbach. 1580 bestand die Gemarkung aus 35 Anwesen auf 20 Huf Land. Hinzu kam noch eine Schmiede, ein Hirtenhaus, ein Forsthaus und umfangreiche Waldungen. Im Dreißigjährigen Krieg wurde Großenseebach zerstört. 1730 gab es wieder 22 Güter mit rund 16 Hufen.
Gegen Ende des 18. Jahrhunderts gab es in Großenseebach 26 Anwesen (4 Huben, 4 Höfe, 2 Halbhuben, 5 Halbhöfe, 1 Zweidrittelhof, 2 Drittelhöfe, 4 Viertelhöfe, 1 Viertelhube, 3 Häuslein). Das Hochgericht übte das bambergische Dompropsteiamt Büchenbach im begrenzten Umfang aus. Es hatte ggf. an das bambergische Centamt Herzogenaurach auszuliefern. Die Dorf- und Gemeindeherrschaft sowie die Grundherrschaft über alle Anwesen hatte das Dompropsteiamt Büchenbach.
Mit dem Reichsdeputationshauptschluss 1803 fiel der Ort an Preußen und kam nach französischer Besatzung 1810 an Bayern.
Im Rahmen des Gemeindeedikts wurde der Ort dem 1811 gebildeten Steuerdistrikt Hannberg zugeordnet. Mit dem Zweiten Gemeindeedikt (1818) entstand die Ruralgemeinde Großenseebach. Sie war in Verwaltung und Gerichtsbarkeit dem Landgericht Herzogenaurach zugeordnet und in der Finanzverwaltung dem Rentamt Erlangen. Am 1. Oktober 1847 wurde die Finanzverwaltung vom Rentamt Herzogenaurach übernommen. Ab 1862 gehörte Großenseebach zum Bezirksamt Höchstadt an der Aisch (1939 in Landkreis Höchstadt an der Aisch umbenannt) und weiterhin zum Rentamt Herzogenaurach (1919 in Finanzamt Herzogenaurach umbenannt, seit 1929: Finanzamt Erlangen). Die Gerichtsbarkeit blieb beim Landgericht Herzogenaurach (1879 in das Amtsgericht Herzogenaurach umgewandelt), seit 1959 ist das Amtsgericht Erlangen zuständig.
1857 erwarben 27 Bauern aus Großenseebach mit zehn Bauern aus Reinersdorf vom bayerischen Staat eine Waldfläche von 222 ha für 3000 fl. und schlossen sich zur Waldkooperation Großenseebach-Reinersdorf zusammen.

## Einwohnerentwicklung
| Jahr      | 1818   | 1840   | 1855   | 1861   | 1867   | 1871   | 1875   | 1880   | 1885   | 1890   | 1895   | 1900   | 1905   | 1910   | 1919   | 1925   | 1933   | 1939   | 1946   | 1950   | 1961   | 1970   | 1987   | 2008   | 2013   | 2017   |
| Einwohner | 189    | 264    | 247    | 251    | 243    | 256    | 250    | 253    | 263    | 246    | 256    | 256    | 267    | 280    | 264    | 275    | 294    | 287    | 433    | 408    | 410    | 529    | 1849   | 2383   | 2383   | 2440   |
| Häuser    | 27     |        |        |        |        | 41     |        |        | 45     | 45     |        | 44     |        |        |        | 43     |        |        |        | 52     | 63     |        | 492    |        |        | 762    |
| Quelle    | [ 13 ] | [ 14 ] | [ 14 ] | [ 15 ] | [ 16 ] | [ 17 ] | [ 18 ] | [ 19 ] | [ 20 ] | [ 21 ] | [ 14 ] | [ 22 ] | [ 14 ] | [ 23 ] | [ 14 ] | [ 24 ] | [ 14 ] | [ 14 ] | [ 14 ] | [ 25 ] | [ 26 ] | [ 27 ] | [ 28 ] | [ 29 ] | [ 29 ] | [ 29 ] |

## Politik
Seit 1980 bilden die Gemeinden Großenseebach und Heßdorf die Verwaltungsgemeinschaft Heßdorf.

### Bürgermeister
Erster Bürgermeister ist seit 1. Mai 2020 Jürgen Jäkel von der Listenverbindung MfG (Miteinander für Großenseebach).

### Gemeinderat
Der Gemeinderat hat 14 Mitglieder zuzüglich des Ersten Bürgermeisters. Seit Mai 2020 setzt sich der Gemeinderat wie folgt zusammen:
|      | CSU / WGB | SPD | Freie Wähler | MfG | Gesamt   |
| ---- | --------- | --- | ------------ | --- | -------- |
| 2020 | 5         | -   | 4            | 5   | 14 Sitze |
| 2014 | 4         | 4   | 6            | -   | 14 Sitze |

(Stand: Kommunalwahl am 15. März 2020)

### Wappen und Flagge
Wappen
| Wappen von Großenseebach | Blasonierung: „Über silbernem Schildfuß, darin ein schräger blauer Wellenbalken, gespalten von Gold und Rot; vorne ein linksgewendeter rotbewehrter schwarzer Löwe, der von einer silbernen Schräglinksleiste überdeckt ist, hinten eine silberne Föhre.“ |
| Wappen von Großenseebach | Wappenbegründung: Das Gemeindegebiet gehörte bis 1803 zum Territorium des Hochstifts Bamberg. Daran erinnert der Bamberger Löwe in der vorderen Schildhälfte. Die silberne Föhre weist auf die waldreiche Umgebung der Gemeinde hin. Die Farben Silber und Rot stellen die kirchliche Verbindung zur Diözese Würzburg dar. Der Wellenbalken im Schildfuß steht redend für den durch das Gemeindegebiet fließenden Seebach. Dieses Wappen wird seit 1984 geführt. |

Flagge
Die Gemeindeflagge ist rot-gelb.

## Kultur und Sehenswürdigkeiten

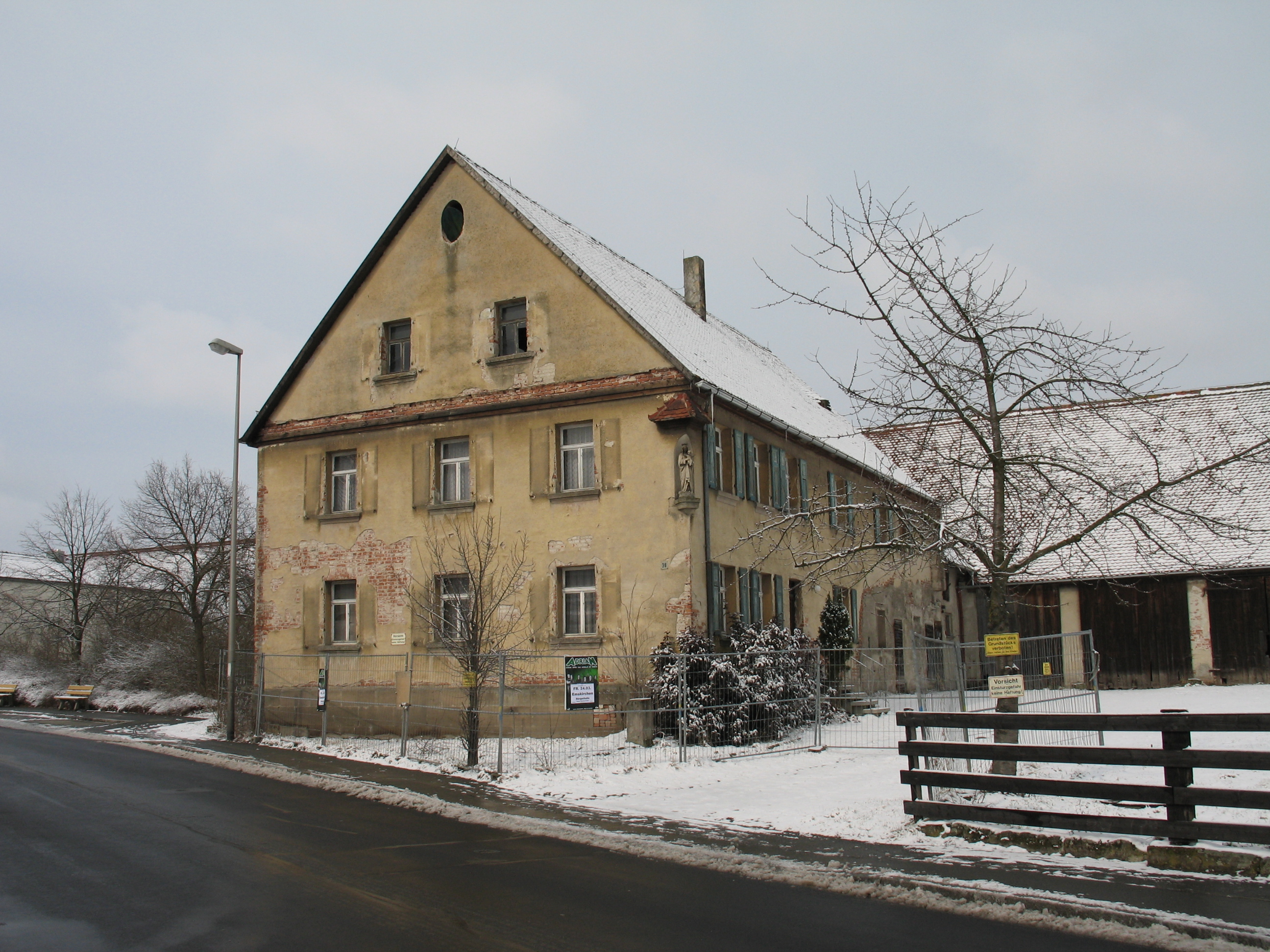
Zweigeschossiges Wohnstallhaus in der Großenseebacher Hauptstraße

### Regelmäßige Veranstaltungen
Anfang September findet in Großenseebach die Kirchweih statt. Sie zählt zu den größten und traditionsreichsten im Landkreis Erlangen-Höchstadt.
Des Weiteren findet am ersten November-Wochenende das große Herbstkonzert der Jugendkapelle der Freiwilligen Feuerwehr Großenseebach statt. Das Programm ist auf alle Altersgruppen abgestimmt. Dieses Herbstkonzert bildet traditionell den Abschluss der seit dem Jahr 2000 stattfindenden Kulturreihe „Großenseebacher Herbst“.

## Religion

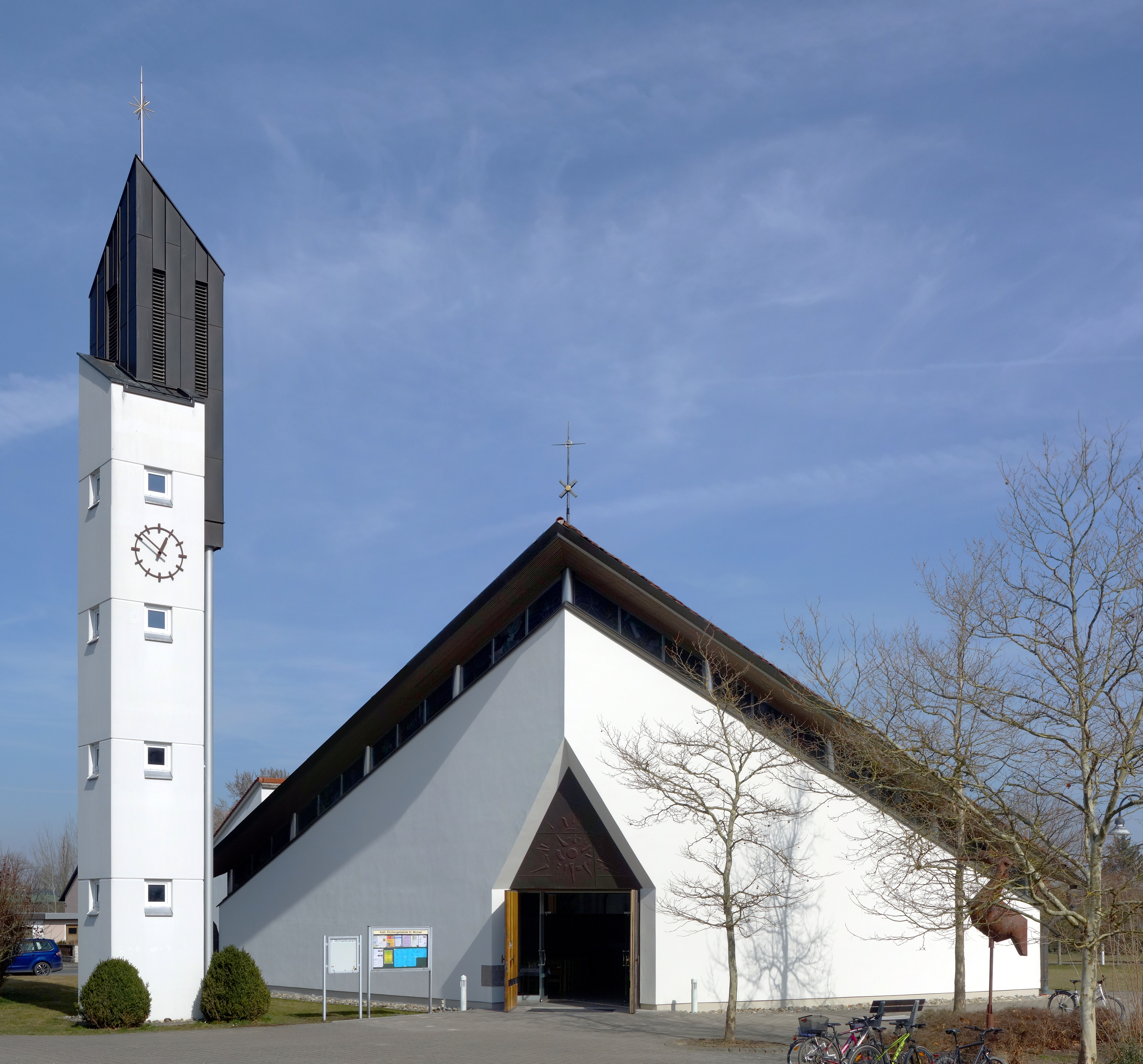
Die Kirche St. Michael

Der Ort war bis Anfang des 20. Jahrhunderts überwiegend katholisch und seit 1574 zur Kirche Geburt Mariens gepfarrt. Seit 1997 gibt es im Ort die katholische Filialkirche St. Michael. Die Einwohner evangelisch-lutherischer Konfession sind zur Pfarrkirche St. Kilian gepfarrt. Ihnen steht in Großenseebach das Veit-vom-Berg-Haus zur Verfügung.

## Konfessionsstatistik
Von den Einwohnern waren 2023 896 Mitglied der römisch-katholischen Kirche, 660 der evangelischen Kirche und 1006 gehörten keiner oder einer anderen Glaubensgemeinschaft an.

## Verkehr
Die Staatsstraße 2259 verläuft westlich an Reinersdorf vorbei nach Weisendorf (3,8 km westlich) bzw. zur Staatsstraße 2240 bei Heßdorf (2 km östlich). Die St 2240 führt zur Anschlussstelle 81 der Bundesautobahn 3. Die Kreisstraße ERH 26 verläuft nach Hannberg zur St 2240 (1,5 km nordöstlich). Eine Gemeindeverbindungsstraße verläuft nach Neuenbürg (0,7 km nordwestlich).